# TAROの塔
『TAROの塔』（タローのとう）は、NHK総合テレビジョンの「土曜ドラマ」枠で2011年2月26日から4月2日まで放送された、全4回の連続ドラマである。NHKデジタル衛星ハイビジョン（BShi）でも先行放送された。

## 概要
2011年は美術家・芸術家岡本太郎の生誕100周年に当たる。そこで、その太郎の芸術家としての波乱万丈の人生を日本で初めてドラマ化したものである。タイトルは太郎がデザインを手がけた、日本万国博覧会の会場（現・万博記念公園）の「太陽の塔」にちなんだものである。
収録スタジオには太郎が晩年をすごした南青山の自宅兼アトリエ（現・岡本太郎記念館）を忠実に再現している。
第37回放送文化基金賞「テレビ番組賞」を受賞した。また、出演者の寺島しのぶは本作品での演技が認められて「演技賞」を受賞した。

## キャスト
岡本家
- 岡本太郎 - 松尾スズキ /（少年時代） - 高澤父母道 /（青年時代） - 濱田岳
- 平野敏子 - 常盤貴子
- 岡本一平 - 田辺誠一
- 岡本かの子 - 寺島しのぶ

万博協会
- 坂崎康造 - 西田敏行
- 藤川昇一 - 山崎一
- 栗原智也 - 正名僕蔵
- 小松左京 - カンニング竹山

丹下事務所
- 丹下健三- 小日向文世
- 倉田清作 - 近藤公園

二科会
- 東郷青児 - 中尾彬

その他
- 大貫寅吉 - 平田満
- 大貫アイ - 余貴美子
- 堀口茂治 - 成宮寛貴
- ジョルジュ・バタイユ - ロア・アラン
- 福田恆存 -  嶋田久作
- 幼稚舎校長 - 藤木孝（第1回）
- 小学校担任 - 大鷹明良（第1回）
- 幼稚舎担任 - 畠中洋（第1回）
- 学生1 - 山中崇（第1回、最終回）
- 学生2 - 岡部尚（最終回）
- 学生3 - 安部智凛（最終回）
- 記者 - 佐藤祐四（第1回）
- 主婦 - 及川水生来、安田陽子（第1回）
- 丹下のスタッフ - 森戸宏明、鬼頭真也（第1回）
- ニュースの声 - 名取将（第1回、第3回、最終回）
- 上級生 - 長瀬眞承（第1回）
- ガキ大将 - 阿部考将（第1回）
- 手下 - 辻本紘大、谷口優人、粕川海斗（第1回）
- 日本人画家･石原 - 手塚とおる（第2回）
- 日本人画家･西山 - 野間口徹（第2回）
- 日本人画家･和田 - 古川悦史（第2回）
- 美術評論家 - 松尾貴史（第3回）
- 花田清輝 - 恩田括（第3回）
- 美喜子 - 赤澤ムック（第3回、最終回）
- 和代 - 広澤草（第3回、最終回）
- 目玉男 - 滝藤賢一（最終回）
- 谷村武彦 - ヨシダ朝（第2回）
- 画壇バーのママ - 渚あき（第3回）
- バーの女 - 松柚子葉（第3回）
- 二科展の画家 - 山上賢治（第3回）
- 長野重治（外務省代表） - 団時朗（最終回）
- 通産省参事官 - 阪田マサノブ（最終回）
- 警察官 - 土平ドンペイ（最終回）
- 医師 - 山中敦史（最終回）
- 北村信彦（プロデューサー） - みのすけ（最終回）
- AD - ジミー大西（最終回）

## スタッフ
- 脚本 - 大森寿美男
- 音楽 - 蓜島邦明
- テーマ曲「水に流して Non, je ne regrette rien.」（作詞：ミッシェル・ヴォケール、作曲：シャルル・デュモン、訳詞：橋本千恵子、歌唱:美輪明宏）
- 制作統括 - 訓覇圭、出水有三
- プロデューサー - 北村信彦
- 演出 - 梛川善郎、福井充広

- 演出補 - 髙土浩二、富田和成、船谷純矢、橋本英樹
- 制作 - 服部公一、曽根晋、三宮賢治、木村広志
- 記録 - 小林澄枝
- 編集 - 森下博昭、上嶋晧之
- フランスロケ／アソシエイトプロデューサー - 浅沼利信
- 美術 - 稲葉寿一、深尾高行
- 映像合成担当 - 宮嶋有樹
- 音響デザイン - 島津楽貴、吉田直矢
- 音楽録音 - 高橋清孝
- MA - 杉山聖子
- 技術 - 大畑夏雄、住吉宏貴
- 撮影 - 相馬和典、平林靖大、工藤育子
- 映像合成 - 関井和成、関口寛子
- 特撮／合成コーディネーション - 赤星明
- CG制作 - 石原渉、興村暁人
- CGコーディネーター - 志村環
- マット画制作 - 川端洗耳
- ポスターデザイン - シマダタモツ
- ポスターイラストレーション - 森田伸
- ポスター撮影（太陽の塔） - 奥脇孝一
- 美術進行 - 塩野邦男、大野輝雄、萩原春樹、栗原誠
- 装置進行 - 三浦一
- 美術製作デスク - 斉藤高
- 特殊効果 - 田中賢一
- 衣裳 - 目代博昭、髙橋英治、張替由紀子
- メイク - 橋本良子、松脇愛
- 絵画指導 - 大杉浩司
- 絵画制作 - 東秀朗、川合朋郎、村山之都
- 彫刻制作 - 村田修
- 医事考証 - 和井内英樹
- 医療指導 - 稲川理香子
- 軍事考証 - 原剛
- かっぽれ指導 - 櫻川ぴん助
- コマ絵指導 - いご昭二
- 音楽指導 - 中山恵子
- シャンソン指導 - パトリック・ヌジェ
- ダンス指導 - 佐々木秀樹
- ピアノ指導 - 井上裕規、児玉渉
- フランス語指導 - ジャン=ガブリエル・デュプイ
- フランス語翻訳 - ダルトワ ・赤城・ミリアム
- フランスロケ／ラインプロデューサー - エリック・シャバシエ
- フランスロケ／エグゼクティブプロデューサー - グザヴィエ・ロワ
- 撮影協力 - 財団法人岡本太郎記念現代芸術振興財団、川崎市岡本太郎美術館、独立行政法人日本万国博覧会記念機構
- 副音声解説 - 千葉進歩
- 共同制作 - NHKエンタープライズ
- 協力 - NHKアート、NHKメディアテクノロジー

## 放送日時
総合テレビ
- 土曜21:00 - 21:55

編成の都合により、第1回以外は順延して放送されている。
BShi
- 金曜18:50 - 19:45（先行放送）
- 3月28日（月） - 31日（木）19:00 - 19:55（集中放送）

2011年3月11日に発生した東北地方太平洋沖地震（東日本大震災）及び東京電力・福島第一原子力発電所での事故発生に伴う非常報道体制のため、第3回・最終回の放送日時を以下のように変更した。
- 総合テレビ - 第3回（3月12日）と最終回（3月19日）を2週間ずつ延期（『チャレンジド 〜卒業〜』の放送予定枠をあてた）。東北地方では第3回を3月30日（水）に放送。
- BShi - 先行放送は第3回（3月11日）を1週間延期、最終回（3月18日）は放送せず。また、3月28日から31日まで全話集中放送を実施。

## サブタイトル
以下の放送日は総合テレビの標準の放送日である。
| 各回                                                     | 放送日        | サブタイトル  | 演出     | 視聴率 |
| -------------------------------------------------------- | ------------- | ------------- | -------- | ------ |
| 第1回                                                    | 2011年2月26日 | 太陽の子      | 梛川善郎 | 3.4%   |
| 第2回                                                    | 2011年3月5日  | 青春のパリ    | 梛川善郎 | 4.3%   |
| 第3回                                                    | 2011年3月26日 | 戦友          | 福井充広 | 3.8%   |
| 最終回                                                   | 2011年4月2日  | 芸術は爆発だ! | 梛川善郎 | 4.5%   |
| 平均視聴率4.0%（視聴率は関東地区・ビデオリサーチ社調べ） |               |               |          |        |

## 総集編
第37回放送文化基金賞・テレビドラマ番組賞を受賞したことを記念して、2011年6月25日（土曜特集第2部・21時から22時15分）に特別番組『土曜ドラマスペシャル・TAROの塔〜芸術は爆発だ!!〜』が放送された。放送が延期された後半2回を中心に、全4回のダイジェストシーンをまとめた総集編である。

## 関連番組
『太郎と敏子〜瀬戸内寂聴が語る究極の愛〜』
放送日時：2011年4月1日 20:00 - 21:30（NHK BSプレミアム）
太郎の生涯を通して創られた作品の製作秘話と、そこに隠された往復書簡を瀬戸内が分析し、2人の愛情を読み解く。
この番組の往復書簡などの朗読を松尾、常盤の2人が担当した。
先述の特別総集編の放送に際し、同6月24日 19:30 - 20:45（全国放送）でNHK総合テレビジョンで放映された。